# Alix Le Méléder
 (juillet 2023).
Si vous disposez d'ouvrages ou d'articles de référence ou si vous connaissez des sites web de qualité traitant du thème abordé ici, merci de compléter l'article en donnant les références utiles à sa vérifiabilité et en les liant à la section « Notes et références ».
 (mars 2020).
La mise en forme du texte ne suit pas les recommandations de Wikipédia : il faut le « wikifier ».
Les points d'amélioration suivants sont les cas les plus fréquents. Le détail des points à revoir est peut-être précisé sur la page de discussion.
- Les titres sont pré-formatés par le logiciel. Ils ne sont ni en capitales, ni en gras.
- Le texte ne doit pas être écrit en capitales (les noms de famille non plus), ni en gras, ni en italique, ni en « petit »…
- Le gras n'est utilisé que pour surligner le titre de l'article dans l'introduction, une seule fois.
- L'italique est rarement utilisé : mots en langue étrangère, titres d'œuvres, noms de bateaux, etc.
- Les citations ne sont pas en italique mais en corps de texte normal. Elles sont entourées par des guillemets français : « et ».
- Les listes à puces sont à éviter, des paragraphes rédigés étant largement préférés. Les tableaux sont à réserver à la présentation de données structurées (résultats, etc.).
- Les appels de note de bas de page (petits chiffres en exposant, introduits par l'outil «  Source ») sont à placer entre la fin de phrase et le point final[comme ça].
- Les liens internes (vers d'autres articles de Wikipédia) sont à choisir avec parcimonie. Créez des liens vers des articles approfondissant le sujet. Les termes génériques sans rapport avec le sujet sont à éviter, ainsi que les répétitions de liens vers un même terme.
- Les liens externes sont à placer uniquement dans une section « Liens externes », à la fin de l'article. Ces liens sont à choisir avec parcimonie suivant les règles définies. Si un lien sert de source à l'article, son insertion dans le texte est à faire par les notes de bas de page.
- La présentation des références doit suivre les conventions bibliographiques. Il est recommandé d'utiliser les modèles {{Ouvrage}}, {{Chapitre}}, {{Article}}, {{Lien web}} et/ou {{Bibliographie}}. Le mode d'édition visuel peut mettre en forme automatiquement les références.
- Insérer une infobox (cadre d'informations à droite) n'est pas obligatoire pour parachever la mise en page.

Pour une aide détaillée, merci de consulter Aide:Wikification.
Si vous pensez que ces points ont été résolus, vous pouvez retirer ce bandeau et améliorer la mise en forme d'un autre article.
Alix Le Méléder, née le 29 août 1955 à Boulogne-Billancourt, est une peintre française.

## Biographie
Alix Le Méléder passe son enfance en Algérie - jusqu'en 1965 - puis son adolescence dans l'Essonne.
En 1974, elle entre aux Beaux-Arts de Paris en sculpture dans l'atelier César. En 1979, elle passe son diplôme de peinture en élève libre.
En 1985, elle s'installe dans les Entrepôts du Quai de Seine (75019). Ces entrepôts seront détruits avec l'ensemble de son travail en 1990. Après deux ans passés dans les ateliers-entrepôts d'Argenteuil puis à "l'hôpital éphémère Bretonneau", elle emménage finalement dans un atelier de la ville de Paris (75013) où elle travaille jusqu'en 2011.
En 1993, elle rencontre Shirley Jaffe qui l'introduit à la galerie Jean Fournier ; elle restera très proche de Shirley Jaffe jusqu'à la mort de cette dernière en 2016.
Elle participe à plusieurs expositions à la Galerie Jean Fournier entre 1995 et 2001. En 2004, elle entre à la galerie Zürcher. Elle expose régulièrement à Paris et New York.
Alix Le Méléder arrête la peinture en 2011[réf. souhaitée].

## Dates importantes dans sa carrière
- 1985 : Travail expressionniste et gestuel entre figuration et abstraction.
- 10 février 1990 : L'incendie des Entrepôts se produit à un moment charnière de remise en question de la démarche sur laquelle Alix Le Méléder avait jusque là fondé sa peinture.
- 1992 : Début d'une recherche sur formats carrés par la rotation du support et sur les conséquences de sa perception du temps dans l'organisation spatiale de la peinture.
- 2002 : Apparition des quatre taches.
- Septembre 2011 : Arrêt de la peinture. « La peinture a fini son travail [2]» (Pierre Watt). Alix Le Méléder: "J'ai eu l'impression d'avoir fait un long voyage, d'avoir traversé l'océan, avec ces périodes de découragement, de désespoir et ces instants d'évidence. En 2011 j'ai su que c'était la fin de cette odyssée; je me suis arrêtée de peindre. Je suis pleine de gratitude d'avoir eu la possibilité de vivre cette aventure."

## Sélection d'expositions

### Expositions personnelles
- 1994 : Galerie Catherine Millie, Villeneuve d'Ascq.
- 1995 : Galerie Gand, Paris.
- 1997 : Galerie Jean Fournier, Paris. "Approche de la couleur", avec Didier Demozay, peintre.
- 1998 : King Street Gallery on Burton, Sydney, Australie.
- 1999 : Maison d’art contemporain Chaillioux, Fresnes.
- 2004 : Le 19, Centre Régional d’Art Contemporain de Montbéliard. "Le corps, son image".
- 2005 : Galerie Zürcher, Paris.
- 2006 : Galerie Zürcher, Paris.
- 2008 : Galerie Zürcher, Paris.
- 2013 : Galerie Zürcher, Paris. Avec Wang Keping, sculpteur.
- 2016 : Fondation Zervos, Vézelay. "Traces, Peinture".
- 2016 : Librairie-GalerieTituli Paris, en partenariat avec la Galerie Zürcher, Paris.
- 2018 : Galerie Pixi-Marie Victoire Poliakoff, Paris. Œuvres sur papier.
- 2020 : Château de Tours. Rétrospective.
- 2021 : Galerie Zürcher, New-York.
- 2021 : French Institute, New-York - FIAF-NYC.
- 2022 : Galerie Zürcher, New-York. "Les Grandes Rouges".

### Expositions de groupe
- 1995 : Galerie Jean Fournier, Paris. "Papel Papel" avec Shirley Jaffe, James Bishop, Stéphane Bordarier, Claude Viallat.
- 1996 : King Street Gallery on Burton, Sydney, Australie.
- 1997 : King Street Gallery on Burton, Sydney, Australie.
- 2001 : Galerie Jean Fournier, Paris. "Avatars de Papier" avec Stéphane Bordarier, Jean Degottex, Pierrre Buraglio, Jean-Paul Riopelle, Claude Viallat.
- 2001 : Musée national des techniques, Prague, République Tchèque. Avec Zuzana Hulka et Luc Rigal.
- 2002 : Galerie Philippe Casini, Paris. Avec Ruobing Chen et Jus Juchtmans.
- 2003 : Le Plateau - FRAC Ile de France. "Voir en peinture", avec Martin Barré, Philip Guston, Eugène Leroy, Aurélie Nemours, Pierre Tal Coat, etc.
- 2010 : Le 19, Centre Régional d’Art Contemporain de Montbéliard. "Abstraction".
- 2010 : Galerie Zürcher, New-York. "Dévotion", commissariat Joe Fyfe.
- 2011 : Galerie Zürcher, New-York. "Rêverie", commissariat Stephen Westfall.
- 2017 : Galerie Zürcher, Paris. "25 Ans, Hommage à Bernard Zürcher".
- 2019 : Atelier Er du Hézo. "Pause", avec Geneviève Asse, Elissa Marchal, Anne Robic, Elisabeth Wadecki, etc.
- 2020 : Galerie Zürcher, New-York. Avec Tom Doyle, Kazuko Miyamoto, Lynn Umlauf

## Collection
- Musée des Beaux-Arts de Tours, France.
- Musée des Beaux-Arts de Nantes, France.
- Le Bon Marché, Paris.
- Fondation Colas, Paris
- Ministère des affaires étrangères, Bureau du Patrimoine, France.
- Deji Art Museum, Nanjing, Chine.
- Tia Collection, Sant Fe, New-Mexico, USA.